# Kepler-11
Désignations
Kepler-11 est une étoile semblable au Soleil, située à environ ∼ 2 150 a.l. (∼ 659 pc) du Système solaire dans la constellation du Cygne. Elle possède un système planétaire composé d'au moins six exoplanètes détectées début 2011 par le télescope spatial Kepler grâce à leurs transits devant leur étoile parente.
Le système planétaire de Kepler-11 est le plus plat et le plus compact connu au moment de sa découverte. Les orbites des cinq planètes les plus intérieures pourraient facilement s'insérer dans celle de Mercure, alors que le demi-grand axe de la plus externe, Kepler-11 g, est environ 20 % plus grand que celui de Mercure. Malgré la compacité des orbites, les intégrations dynamiques indiquent que le système est potentiellement stable sur une échelle de temps de milliards d'années.

## Planètes
Les masses estimées des six planètes de ce système se situent entre les masses de la Terre et de Neptune, cette dernière valant ~ 17,15 M⊕.
Leur faible masse volumique estimée signifie qu'aucune d'entre elles n'est a priori de nature tellurique. Les atmosphères des planètes Kepler-11 d, Kepler-11 e et peut-être Kepler-11 f seraient constituées essentiellement d'hydrogène, tandis que Kepler-11 b et Kepler-11 c seraient composées d'une plus grande proportion de roches mêlées de glace d'eau, avec peut-être une fine atmosphère d'hydrogène et d'hélium.

Vue latérale du système planétaire de Kepler-11 à l'échelle avec les deux planètes les plus intérieures du Système solaire — Mercure et Vénus.
Les planètes sont agrandies d'un facteur 50 par rapport à l'échelle des étoiles.

| Planète                          | Masse (M⊕) | Rayon (R⊕) | Demi-grand axe (UA) | Période orbitale (j) | Masse volumique (g/cm3) |
| -------------------------------- | ---------- | ---------- | ------------------- | -------------------- | ----------------------- |
|                                  |            |            |                     |                      |                         |
| Kepler-11 b                      | ~ 4,3      | ~ 1,97     | ~ 0,091             | 10,30375             | ~ 3,1                   |
| Kepler-11 c                      | ~ 13,5     | ~ 3,15     | ~ 0,106             | 13,02502             | ~ 2,3                   |
| Kepler-11 d                      | ~ 6,1      | ~ 3,43     | ~ 0,159             | 22,68719             | ~ 0,9                   |
| Kepler-11 e                      | ~ 8,4      | ~ 4,52     | ~ 0,194             | 31,99590             | ~ 0,5                   |
| Kepler-11 f                      | ~ 2,3      | ~ 2,61     | ~ 0,25              | 46,68876             | ~ 0,7                   |
| Kepler-11 g                      | < 300      | ~ 3,66     | ~ 0,462             | 118,37774            | ?                       |
|                                  |            |            |                     |                      |                         |
| Système planétaire de Kepler-11. |            |            |                     |                      |                         |